# Hiéroglyphe égyptien M36
La botte de lin, en hiéroglyphes égyptiens, est classifiée dans la  section M « Arbres et plantes » de la liste de Gardiner ; cet hiéroglyphe y est noté M36.

## Représentation
Il représente une botte de lin (Linum usitatissimum) dont les capsules sont visible mais il est parfois mal interprété par les scribes. Il est translittéré ḏr ou dmȝ.

## Utilisation
C'est un phonogramme bilitère de valeur ḏr.
| d | U1 | A | Dr · D40 |

| d | U1 | A | Dr · D40 |

| M37 |

| M37 |

## Exemples de mots
| Dr · r |

| Dr · r |

| ms | s | Dr · r | F21 |

| ms | s | Dr · r | F21 |

| Dr · r | A24 |

| Dr · r | A24 |